# Comitè de Bioètica d'Espanya
El Comitè de Bioètica d'Espanya és un òrgan col·legiat, independent i de caràcter consultiu sobre les matèries relacionades amb les implicacions ètiques i socials de la Biomedicina i les Ciències de la Salut. El comitè va ser creat per la Llei 14/2007, de 3 de juliol, de Recerca Biomèdica i està adscrit al Ministeri de Sanitat i Consum d'Espanya. Té la seva seu en l'Institut de Salut Carlos III.

## Funcions
Les seves funcions principals es basen a analitzar, emetre informes, propostes i recomanacions per als poders públics d'àmbit estatal i autonòmic en assumptes amb implicacions bioètiques rellevants, o sobre matèries relacionades amb les implicacions ètiques i socials de la Biomedicina i Ciències de la Salut que el Comitè consideri rellevants. També s'encarrega de representar a Espanya en fòrums supranacionals i internacionals implicats en la Bioètica.
Els informes, propostes, recomanacions i altres documents elaborats pel Comitè de Bioètica d'Espanya podran ser publicats per a general coneixement i difusió, amb ple respecte als drets fonamentals constitucionalment reconeguts. A més, el Comitè de Bioètica d'Espanya ha de col·laborar amb altres comitès estatals i autonòmics que tinguin funcions assessores sobre les implicacions ètiques i socials de la Biomedicina i Ciències de la Salut i fomentarà la comunicació entre ells, sense perjudici de les seves competències respectives.
Els Comitès de Bioètica formen part del compromís institucional que assumeixen els establiments on es realitza recerca en éssers humans, amb les instàncies reguladores, els participants en les recerques i en general amb la societat en el seu conjunt. La inclusió dels aspectes ètics en els protocols de recerca és un indicador de qualitat equiparable al rigor metodològic d'una recerca científica, on els Comitès de Bioètica han de ser els garants que la recerca respongui, des de la valoració dels aspectes ètics, als interessos i a les necessitats de la ciutadania.

## Membres
El Ministeri de Sanitat, Serveis Socials i Igualtat nomena als 12 membres, triats entre persones acreditadament qualificades del món científic, jurídic i bioètic per un període de quatre anys renovables per una sola vegada, d'aquesta forma: sis a proposta de les comunitats autònomes, segons el que s'acorda a aquest efecte en el si del Consell Interterritorial del Sistema Nacional de Salut, una pel Ministeri de Justícia, una altra pel Ministeri d'Educació i Ciència, tres pel Ministeri de Sanitat i Consum i una final pel Ministeri d'Indústria, Turisme i Comerç. El Secretari del Comitè és un funcionari amb rang de Sotsdirector General pertanyent a l'Institut de Salut Carlos III, que actua amb veu i sense vot.

### Membres del tercer Comitè (2018-)[2]
- Federico De Montalvo Jääskeläinen (president), jurista[3]
- Rogelio Altisent Trota (vicepresident), metge[4]
- Vicente Bellver Capella, filòsof del dret[5]
- Fidel Cadena Serrano, fiscal[6]
- Pablo Ignacio Fernández Muñiz, metge, conseller de salut del Principat d'Astúries[7]
- Álvaro de la Gándara del Castillo, metge, paliativista[8]
- Encarnación Guillén Navarro, pediatre, genetista
- Nicolás Jouve de la Barreda, biòleg, genetista
- Natalia López Moratalla, bioquímica
- Manuel de los Reyes López, cardiòleg
- Leonor Ruiz Sicilia, psiquiatre
- Jose Miguel Serrano Ruiz-Calderón, jurista
- Emilia Sánchez Chamorro (secretària), epidemiòloga

### Membres del segon Comitè (2013-2018)[9]
- Carlos Alonso Bedate, Membre del Centre de Biologia Molecular del CSIC.
- César Nombela Cano, catedràtic de Microbiologia de la Facultat de Farmàcia de la Universitat Complutense de Madrid.
- Carlos María Romeo Casabona.
- Nicolás Jouve de la Barreda, catedràtic de Genètica de la universitat d'Alcalá.
- Vicente Bellver Capella, Doctor en Dret i professor titular de Filosofia del Dret a la Universitat de València.
- Federico Montalvo Jaaskelainen, Professor de Dret Constitucional de la Universitat Pontifícia de Comillas.
- Manuel de los Reyes López, Especialista en Cardiologia, Magíster en Bioètica (UCM). Expresident de l'Associació de Bioètica Fonamental i Clínica.
- Pablo Ignacio Fernández Muñiz, Especialista en Cirurgia, Màster de Bioètica (UPV), membre de la Comissió Assessora de Bioètica del Principat d'Astúries.
- Fidel Cadena Serrano, Fiscal de la Sala Segona del Tribunal Suprem.
- Natalia López Moratalla, catedràtica de Bioquímica i Biologia Molecular.
- María Teresa López López, membre de la Junta de Facultat de Ciències Econòmiques i Empresarials de la Universitat Complutense de Madrid, actuant com a Presidenta del Comitè.
- José Miguel Serrano Ruiz Calderón, professor titular de Filosofia del Dret de la Universitat Complutense de Madrid
- Javier Arias Díaz (fins a juliol de 2015), catedràtic de Cirurgia de la UCM, Sotsdirector General de Teràpia Cel·lular i Medicina Regenerativa, ISCIII, actuant com a Secretari del Comitè.
- Victoria Ureña Vilardell (des de juliol de 2015), Inmunóloga, Sotsdirectora General de Teràpia Cel·lular i Medicina Regenerativa de l'Institut de Salut Carlos III, actuant com a Secretària del Comitè.
- Emilia Sánchez Chamorro

### Membres del primer Comitè (2008-2012)
- Carlos Alonso Bedate Membre del Centre de Biologia Molecular del CSIC
- Yolanda Gómez Sánchez catedràtica de Dret Constitucional en la UNED i membre del Comitè Internacional de Bioètica de la Unesco
- Carmen Ayuso cap associada del Servei de Genètica i sotsdirectora de Recerca de la Fundació Jiménez Díaz, de Madrid
- José Antonio Martín Pallín magistrat del Tribunal Suprem
- Victoria Camps catedràtica d'Ètica a la Universitat de Barcelona i integrant dels comitès ètics de l'Hospital Vall d'Hebron i de la Fundació Esteve, de Barcelona
- Jordi Camí catedràtic de Farmacologia de la Universitat Pompeu Fabra, de Barcelona, i director general del Parc de Recerca Biomèdica de Barcelona
- Maria Casado directora del Centre de Recerca Observatori de Bioètica i Dret de la UB-Parc Científic de Barcelona
- César Loris president del comitè Ètic de Recerca Clínica d'Aragó i cap del Servei de Nefrología Infantil de l'Hospital Universitari Miguel Servet, de Saragossa.
- César Nombela catedràtic de Microbiologia de la Facultat de Farmàcia de la Universitat Complutense de Madrid.
- Marcelo Palacios fundador de la Societat Internacional de Bioètica-SIBI.
- Carlos Romeo Casabona director de la Càtedra Universitària Fundació BBVA-Diputació Foral de Biscaia de Dret i Genoma Humà de les universitats de Deusto i del País Basc.
- Pablo Simón Lorda màster en Bioètica per la Universitat Complutense i professor de l'Escola Andalusa de Salut Pública.
- Javier Arias Díaz catedràtic de Cirurgia de la UCM, Sotsdirector General de Teràpia Cel·lular i Medicina Regenerativa, ISCIII, actuant com a Secretari del Comitè.